# Brasão de armas da República Turca do Chipre do Norte
O brasão de armas da República Turca do Chipre do Norte está composto de acordo com as armas da República de Chipre, excepto que no ano 1960 foi removido do escudo, por baixo da pomba e do outro lado, uma imagem da estrela turca e o crescente, actualmente posicionado sobre o escudo desde 1983. O ano (1963) é uma referência à Declaração de Independência da República Turca do Chipre do Norte.
Em finais de 2007, foi feita uma ligeira alteração à disposição das asas da pomba. A pomba está numa posição/atitude diferente.